# 도당굿
도당굿(都堂굿)은 중부지방에서 행하여지는 마을굿으로 한자어로 ‘도당제(都堂祭)’라 표기하기도 한다. 마을의 안녕함과 태평과 풍요를 목적으로 매년 또는 2년이나 그 이상의 해를 걸러 정초나 봄·가을에 정기적으로 행하여진다. 서울을 비롯한 한강 이북지방에서 강신무(降神巫)들이 행하는 굿과 수원·인천 등지에서 세습무들이 하는 굿으로 나눌 수 있다.
도당굿을 하는 마을에서는 주민 가운데 초상이나 해산이 없었던 깨끗하고 덕 있는 사람으로 대표를 뽑아 굿을 주관하게 하는데, 비용은 각 집에서 추렴한다. 추렴은 단순히 돈을 거두는 형식만이 아니고 마을 전체가 굿에 참여한다는 의미를 가진다. 마을의 전통과 무당의 성격에 따라 굿의 순서에 약간의 차이가 있다.

## 유래
경기도에서 연행되는 굿의 한 가지로 일명 대동굿·치성굿이라고 하는데 매년 음력 10월 상달 추수 후 마을이 무사하고 잘 되기를 도당대감(都堂大監) 삼불제석(三佛帝釋)에게 비는 굿이 도당굿이다. 경기도 지역에서 마을의 으뜸신[都神]을 모신 당인 도당(都堂)에서 지내는 마을굿. 별칭으로는 ‘고창굿’이라 부르는 지역도 있다. 옛 시흥군 소래면 포리(浦里, 현 인천시 남동구)를 비롯해 장봉섬, 사섬, 떼무리섬 등 다수의 지역에서 정월에 행해졌으나, 음력 3월 3일과 10월 10일에 도당굿이 치러지는 사례도 흔히 찾아볼 수 있어 일정하지 않다.
인천·부천 등 경기도 남부지방에서 세습무가 주관하는 도당굿 절차 및 진행과정을 보면, 굿은 마을의 신당이나 신목(神木)이 있는 근처에 차일을 치고 굿당을 꾸며 행하게 되는데, 맨 먼저 무당은 부정굿으로 굿당을 깨끗이 정화한다. 부정굿이 끝나면 마을의 당(堂)으로 도당신을 모시러 가는 ‘도당모시기’를 한다. 이처럼 마을의 안녕을 위해서 굿판을 벌여 치성과 제사를 지내는 것을 도당굿, 대동굿, 별신굿으로 불리고 있다.
마을의 주민 가운데 한 사람에게 대를 내려 도당신이 강림한 것을 확인하는 ‘대내림’이 행하여진다. 전생과 현세의 삶과 수행을 귀하게 여기듯 티베트 불교(라마교)에서 전생과 현세의 불국(佛國, 관음의 정토)과 나라를 동일시하며 달라이라마를 관음의 '대내림' 화신이라고 생각하는 것과 비슷하다. 이어서 굿패는 ‘돌돌이’를 하는데 이것은 무당패들이 마을의 우물·장승·집 등을 무악을 울리면서 한바퀴 도는 것으로, 도당신의 영력으로 잡귀를 몰아내고 마을 전체를 정화시킨다는 의미를 가진다.
굿당에 돌아와서는 당금애기신화가 구송되고 바라춤을 추는 ‘제석굿’을 하고, ‘본향굿’에서 도당할머니·도당할아버지를 모신 뒤 손굿(또는 손님굿)에서 천연두신인 손님을 청하여 마을에 질병이 돌지 않기를 기원한다.
다음에 잡귀를 쫓아내는 군웅굿을 한 뒤, 굿을 시작할 때 굿당으로 모셔왔던 도당신을 다시 마을의 당으로 돌려보내는 ‘도당모셔다드리기’를 한다. 맨 마지막으로 ‘뒷전’에서 굿에 따라든 잡귀들을 풀어 먹여 보낸다.

## 구별
도당굿은 남부지방의 당산굿·별신굿이나 중부이북지방의 당굿·대동굿·부군당굿·살륭굿 등과 그 성격과 기능면에서 같다. 이러한 도당굿은 남성중심의 유교식 동제에 비하여 여성의 참여가 활발한 편이다. 마을 대표 몇 명만이 제관이 되어 엄숙하게 진행되는 동제와 달리, 남녀노소 모두가 참여하여 함께 먹고 마시고 가무를 행함으로써 축제의 성격이 강하다.
따라서, 주민들의 화합을 다지고 자기 마을에의 긍지를 높이며 동질감을 회복시키는 점에서 중요한 의의를 가진다. 그러나 도당굿은 무속이 미신타파의 대상이 되면서 급격히 소멸하여 현재는 농사를 짓던 서울지역의 몇몇 마을에서 소수 노인들에 의하여 명맥이 유지될 뿐, 마을신앙으로서의 면모를 찾아보기 어려운 실정이 되어 버렸다. 경기도도당굿은 1990년 10월 10일, 중요무형문화재 제98호로 등록되어 있다.

## 같이 보기
- 다리굿
- 당고마기굿(당금애기굿)

## 참고자료
- 「한국의 전통예술」, 서해안 배연신굿 및 대동굿, 경기도 도당굿, 페이지편집부 저, 한국문화재보호재단(2001년, 322~327p, 341p)
- 「한국의 풍속 민간신앙」, 마을 신앙, 최준식 저, 이화여자대학교출판부(2005년, 93~94p, 116p)
- 「디카 들고 떠나는 테마 여행」, 꽃과 호수, 일상과 휴식의 공간, 김병희 저, 길벗(2005년, 123p)